# Мушкетери (фільм)
«Мушкете́ри» (англ. The Three Musketeers) — фільм Пола Андерсона за романом Александра Дюма «Три мушкетери» у 3D-форматі.

## Сюжет
Молодий д'Артаньян покинув рідний дім і вирушив до Парижа, сподіваючись на місце в полку мушкетерів.
Завдяки випадку в один день він образив одразу трьох мушкетерів — Атоса, Портоса і Араміса — і отримав від усіх трьох виклики на дуель. Але дуель була перервана появою гвардійців кардинала, які хотіли заарештувати їх за порушення указу про заборону дуелей. Д'Артаньян і три мушкетери перемогли сильнішого супротивника і стали друзями. Тепер вони повинні зупинити злісного кардинала Рішельє і зіткнуться з герцогом Бекінгемом, і зрадницею Міледі Де Вінтер.

## В ролях
- Логан Лерман — Д'Артаньян
- Меттью Макфедьєн — Атос
- Рей Стівенсон  — Портос
- Люк Еванс — Араміс
- Крістоф Вальц — Кардинал Рішельє
- Орландо Блум — герцог Бекінгем
- Мілла Йовович — Міледі Де Вінтер
- Медс Міккельсен — граф Рошфор[en]
- Джуно Темпл — Анна Австрійська
- Фредді Фокс — король Луї XIII
- Джеймс Корден — Планше
- Габріелла Вайлд — Констанція Бонасье

## Цікаві факти
- Класичний сюжет про трьох мушкетерів поданий у вигляді екшна-стімпанка.